# Chingy
Chingy, född Howard Bailey, Jr. den 9 mars 1980 i St. Louis, Missouri, är en amerikansk hiphopartist och före detta medlem av Disturbing Tha Peace-kollektivet tillsammans med bland andra Ludacris. Chingy gjorde debut med hitlåten "Right thurr".